# Pescara Calcio 2004-2005
Questa pagina raccoglie le informazioni riguardanti il Pescara Calcio nelle competizioni ufficiali della stagione 2004-2005.

## Stagione
Nella stagione 2004-2005 il Pescara disputa il campionato cadetto, raccoglie 46 punti con il ventesimo posto in classifica. Retrocede in Serie C1 sul campo, ma al termine della stagione viene ripescato nel campionato cadetto per la prossima stagione. Allenato da Gianni Simonelli il Pescara ha messo insieme 23 punti tanto nel girone di andata che in quello di ritorno, mostrando una continuità verso il basso livello del torneo, ma la retrocessione sul campo, è figlia delle ultime due decisive sconfitte, subite contro il Crotone (1-4), e a Trieste (3-0) nell'ultima di campionato, come dire, farsi trovare impreparati all'esame finale. In questo campionato cadetto, per la prima volta sono stati introdotti i Play-off per stabilire la terza promossa, ed i Play-out per stabilire la quarta retrocessa, il Pescara ha sperato di disputare il Play-out, ma le ultime due sconfitte non lo hanno permesso. Miglior marcatore dei biancoazzurri è stato Federico Giampaolo con 7 reti. Nella Coppa Italia il Pescara ha disputato il sesto girone di qualificazione, con due pareggi ed una sconfitta, girone vinto dalla Ternana.

## Organigramma societario
Area direttiva
- Presidente: Dante Paterna
- Direttore Generale: Andrea Iaconi
- Segretario Generale: Luigi Gramenzi
- Responsabile del Settore Giovanile: Cetteo Di Mascio
- Segretario Settore Giovanile: Antonio Falcone
- Team Manager: Ferdinando Ruffini
- Responsabile Marketing: Claudio Croce
- Segretaria: Marisa Di Sario
- Relazioni esterne: Sabina Di Luigi
- Ufficio Stampa: Pierfrancesco Visci
- Responsabile Commerciale: Andrea Scarlatto
- Coordinatore attività di base: Rossano Di Lello
- Responsabile Scuola Calcio: Romilde Di Pietro Martinelli

Area tecnica
- Allenatore: Giovanni Simonelli
- Allenatore in 2ª: Sossio Perfetto
- Assistente tecnico: Vincenzo Vivarini
- Allenatore dei portieri: Gaetano Petrelli
- Preparatore atletico: Fabio Martinelli

Area sanitaria
- Responsabile Sanitario: Ernesto Sabatini
- Medico sociale: Vincenzo Salini
- Massaggiatore: Italo Rapino
- Fisioterapista: Claudio D'Arcangelo

Area Logistica
- Resp. Magazzino: Fernando De Amicis
- Magazzinieri: Luciano Palombi e Antonietta Dell'Orso

## Rosa
| N. |                    | Ruolo | Calciatore              |
| -- | ------------------ | ----- | ----------------------- |
| 1  | Italia (bandiera)  | P     | Saul Santarelli         |
| 2  | Italia (bandiera)  | C     | Luca Cavallo            |
| 3  | Italia (bandiera)  | D     | Gianluca Colonnello     |
| 3  | Italia (bandiera)  | C     | Davide Caremi           |
| 4  | Italia (bandiera)  | D     | Alessandro Sbrizzo      |
| 5  | Italia (bandiera)  | D     | Giacomo Dicara          |
| 6  | Italia (bandiera)  | D     | Michele Zeoli           |
| 7  | Italia (bandiera)  | C     | Luca Minopoli           |
| 8  | Italia (bandiera)  | C     | Daniele Russo           |
| 9  | Italia (bandiera)  | A     | Andrea Mussi            |
| 10 | Italia (bandiera)  | A     | Federico Giampaolo      |
| 11 | Italia (bandiera)  | A     | Emanuele Calaiò         |
| 11 | Serbia (bandiera)  | D     | Vlado Šmit              |
| 12 | Italia (bandiera)  | P     | Gabriele Bartoletti     |
| 13 | Italia (bandiera)  | D     | Marco Pomante           |
| 14 | Italia (bandiera)  | P     | Pierluigi Brivio        |
| 15 | Italia (bandiera)  | D     | Pietro Fusco            |
| 16 | Italia (bandiera)  | D     | Alessio Spoltore        |
| 17 | Italia (bandiera)  | A     | Gianluca Triuzzi        |
| 18 | Italia (bandiera)  | A     | Luca Paponetti          |
| 18 | Italia (bandiera)  | A     | Massimiliano Varricchio |
| 19 | Camerun (bandiera) | C     | Thomas Job              |

| N. |                    | Ruolo | Calciatore         |
| -- | ------------------ | ----- | ------------------ |
| 20 | Italia (bandiera)  | C     | Ottavio Palladini  |
| 20 | Italia (bandiera)  | C     | Stefano Garzon     |
| 21 | Italia (bandiera)  | C     | Daniele Croce      |
| 22 | Italia (bandiera)  | P     | Vincenzo Aridità   |
| 23 | Italia (bandiera)  | C     | Andrea Carozza     |
| 24 | Italia (bandiera)  | D     | Ernesto Terra      |
| 25 | Italia (bandiera)  | C     | Vittorio Gennaro   |
| 26 | Italia (bandiera)  | D     | Simone Vitale      |
| 27 | Italia (bandiera)  | C     | Nicola Mariniello  |
| 28 | Italia (bandiera)  | C     | Antonio Mottola    |
| 29 | Italia (bandiera)  | D     | Gaetano Lo Nero    |
| 30 | Italia (bandiera)  | C     | Davide Colacioppo  |
| 30 | Brasile (bandiera) | C     | Leandro Guerreiro  |
| 34 | Italia (bandiera)  | A     | Daniel Ciofani     |
| 35 | Italia (bandiera)  | D     | Simone D'Arcangelo |
| 36 | Italia (bandiera)  | D     | Daniele Ulisse     |
| 38 | Italia (bandiera)  | C     | Andrea Paolucci    |
| 77 | Italia (bandiera)  | C     | Luca Antonini      |
| 81 | Italia (bandiera)  | D     | Stefano Fanucci    |
| 86 | Italia (bandiera)  | A     | Nicola Pozzi       |
| 91 | Italia (bandiera)  | P     | Andrea Ivan        |

## Risultati

### Serie B

#### Girone di andata
| Arbitro: | Castellani (Verona) |

|            |           |                     |
| Calaiò 75’ | Marcatori | 17’ Radice 90’ Pepe |

| Arbitro: | Cassarà (Palermo) |

|                       |           |  |
| Caccia 17’ Gemiti 83’ | Marcatori |  |

| Arbitro: | Romeo (Verona) |

|                   |           |                               |
| Calaiò 62’ (rig.) | Marcatori | 35’ Gori 47’ Teani 77’ Poloni |

| Arbitro: | Collina (Viareggio) |

|                |           |             |
| D'Agostino 29’ | Marcatori | 6’ D. Russo |

| Arbitro: | Cruciani (Pesaro) |

|              |           |              |
| Brellier 70’ | Marcatori | 90’ D. Russo |

| Arbitro: | De Marco (Chiavari) |

|                         |           |  |
| D. Russo 57’ Calaiò 86’ | Marcatori |  |

| Vicenza 10 ottobre 2004, ore 15:00 7ª giornata | Vicenza               | 0 – 0 referto | Pescara | Stadio Romeo Menti (6001 spett.)\| Arbitro: \| Squillace (Catanzaro) \| |
| Arbitro:                                       | Squillace (Catanzaro) |               |         |                                                                         |

| Arbitro: | Bergonzi (Genova) |

|                      |           |                     |
| Calaiò 17’ Mussi 90’ | Marcatori | 54’, 84’ Abbruscato |

| Arbitro: | Cassarà (Palermo) |

|                                            |           |           |
| Šedivec 29’, 58’ Milanese 76’ Ferrigno 77’ | Marcatori | 87’ Zeoli |

| Arbitro: | Pantana (Macerata) |

|  |           |                                |
|  | Marcatori | 47’ Marazzina 90’ Quagliarella |

| Arbitro: | Girardi (San Donà di Piave) |

|  |           |                  |
|  | Marcatori | 5’ Terra 61’ Job |

| Arbitro: | Morganti (Ascoli Piceno) |

|            |           |  |
| Calaiò 43’ | Marcatori |  |

| Arbitro: | De Marco (Genova) |

|             |           |  |
| Arcadio 45’ | Marcatori |  |

| Arbitro: | P. Mazzoleni (Bergamo) |

|                   |           |                             |
| Terra 19’ Job 22’ | Marcatori | 47’ Manfredini 69’ Ferrante |

| Arbitro: | Tagliavento (Terni) |

|                          |           |              |
| Calaiò 8’ (rig.) Job 51’ | Marcatori | 67’ Bernacci |

| Arbitro: | De Marco (Genova) |

|            |           |           |
| Behrami 4’ | Marcatori | 66’ Terra |

| Arbitro: | Tagliavento (Terni) |

|  |           |                         |
|  | Marcatori | 47’ Colacone 77’ Bucchi |

| Terni 19 dicembre 2004, ore 15:00 18ª giornata | Ternana        | 0 – 0 referto | Pescara | Stadio Libero Liberati (3303 spett.)\| Arbitro: \| Palanca (Roma) \| |
| Arbitro:                                       | Palanca (Roma) |               |         |                                                                      |

| Arbitro: | Gabriele (Frosinone) |

|                           |           |                        |
| Giampaolo 25’ Sbrizzo 90’ | Marcatori | 40’ Carrus 51’ Scaglia |

| Arbitro: | Palanca (Roma) |

|                                     |           |  |
| Paro 16’ Guzmán 68’ Vantaggiato 85’ | Marcatori |  |

| Arbitro: | P. Mazzoleni (Bergamo) |

|                          |           |           |
| Terra 35’ Varricchio 81’ | Marcatori | 80’ Tulli |

#### Girone di ritorno
| Arbitro: | Tagliavento (Terni) |

|  |           |              |
|  | Marcatori | 31’ Antonini |

| Arbitro: | Racalbuto (Gallarate) |

|                        |           |                      |
| Varricchio 38’ Job 87’ | Marcatori | 8’ Milito 28’ Zanini |

| Arbitro: | Carlucci (Molfetta) |

|                                           |           |  |
| Araboni 41’ Testini 54’, 77’ Gorzegno 90’ | Marcatori |  |

| Arbitro: | Nucini (Arezzo) |

|                      |           |  |
| Giampaolo 77’ (rig.) | Marcatori |  |

| Pescara 13 febbraio 2005, ore 15:00 26ª giornata | Pescara                | 0 – 0 referto | Venezia | Stadio Adriatico (3453 spett.)\| Arbitro: \| M. Mazzoleni (Bergamo) \| |
| Arbitro:                                         | M. Mazzoleni (Bergamo) |               |         |                                                                        |

| Modena 18 febbraio 2005, ore 20:45 27ª giornata | Modena          | 0 – 0 referto | Pescara | Stadio Alberto Braglia (6488 spett.)\| Arbitro: \| Banti (Livorno) \| |
| Arbitro:                                        | Banti (Livorno) |               |         |                                                                       |

| Arbitro: | Preschern (Mestre) |

|                                               |           |  |
| Mariniello 46’ Giampaolo 57’, 90’ Lo Nero 64’ | Marcatori |  |

| Arbitro: | Rocchi (Firenze) |

|             |           |            |
| Spinesi 60’ | Marcatori | 70’ Garzon |

| Arbitro: | Rizzoli (Bologna) |

|                        |           |                    |
| Croce 33’ D. Russo 62’ | Marcatori | 79’ Ferreira Pinto |

| Arbitro: | Morganti (Ascoli Piceno) |

|                                               |           |              |
| Maniero 1’ Marazzina 11’ Marinelli 18’ (rig.) | Marcatori | 90’ Antonini |

| Arbitro: | Rizzoli (Bologna) |

|  |           |                           |
|  | Marcatori | 45’ Palladino 90’ Galasso |

| Arbitro: | Girardi (San Donà di Piave) |

|                     |           |                |
| Buscè 2’ Tavano 38’ | Marcatori | 11’ Varricchio |

| Arbitro: | Banti (Livorno) |

|                              |           |                       |
| Terra 19’ Giampaolo 57’, 87’ | Marcatori | 70’ Corona 72’ Ascoli |

| Arbitro: | Cassarà (Palermo) |

|                            |           |          |
| Silvestri 33’ Vugrinec 90’ | Marcatori | 6’ Croce |

| Arbitro: | Preschern (Mestre) |

|                 |           |               |
| Ciaramitaro 62’ | Marcatori | 65’ Giampaolo |

| Arbitro: | M. Mazzoleni (Bergamo) |

|                |           |                |
| Mariniello 65’ | Marcatori | 57’ Papa Waigo |

| Arbitro: | Squillace (Catanzaro) |

|                       |           |  |
| Antonelli Agomeri 73’ | Marcatori |  |

| Arbitro: | Romeo (Verona) |

|              |           |           |
| Antonini 64’ | Marcatori | 23’ Frick |

| Arbitro: | Rocchi (Firenze) |

|           |           |                |
| Gazzi 56’ | Marcatori | 13’ Varricchio |

| Arbitro: | Gabriele (Frosinone) |

|            |           |                                                        |
| Sbrizzo 8’ | Marcatori | 17’ Vantaggiato 21’ (aut.) Fusco 55’ Paro 80’ Giuliano |

| Arbitro: | Dattilo (Locri) |

|                                  |           |  |
| Godeas 42’ (rig.), 79’ Tulli 73’ | Marcatori |  |

### Coppa Italia

#### Fase a gironi
| Arbitro: | Rocchi (Firenze) |

|                                  |           |                                              |
| Dicara 11’ Calaiò 22’ (rig.) 44’ | Marcatori | 12’ Docente 61’ Muslimović 78’ (rig.) Trotta |

| Arbitro: | Banti (Livorno) |

|                                        |           |             |
| Di Vicino 26’ M. Vieri 76’ Jiménez 89’ | Marcatori | 90+2’ Mussi |

| Arbitro: | Pantana (Macerata) |

|               |           |                    |
| Paponetti 76’ | Marcatori | 47’ (rig.) Mascara |

## Statistiche

### Statistiche di squadra
Statistiche aggiornate al 11 giugno 2005.
| Competizione | Punti  | In casa | In casa | In casa | In casa | In casa | In casa | In trasferta | In trasferta | In trasferta | In trasferta | In trasferta | In trasferta | Totale | Totale | Totale | Totale | Totale | Totale | DR  |
| Competizione | Punti  | G       | V       | N       | P       | Gf      | Gs      | G            | V            | N            | P            | Gf           | Gs           | G      | V      | N      | P      | Gf     | Gs     | DR  |
| ------------ | ------ | ------- | ------- | ------- | ------- | ------- | ------- | ------------ | ------------ | ------------ | ------------ | ------------ | ------------ | ------ | ------ | ------ | ------ | ------ | ------ | --- |
| Serie B      | 46     | 21      | 8       | 7       | 6       | 30      | 30      | 21           | 2            | 9            | 10           | 13           | 31           | 42     | 10     | 16     | 16     | 43     | 61     | -18 |
| Coppa Italia | Gironi | 2       | 0       | 2       | 0       | 4       | 4       | 1            | 0            | 0            | 1            | 1            | 3            | 3      | 0      | 2      | 1      | 5      | 7      | -2  |
| Totale       | 46     | 23      | 8       | 9       | 6       | 34      | 34      | 22           | 2            | 9            | 11           | 14           | 38           | 35     | 10     | 18     | 17     | 48     | 68     | -20 |

### Andamento in campionato
| Giornata  | 1  | 2  | 3  | 4  | 5  | 6  | 7  | 8  | 9  | 10 | 11 | 12 | 13 | 14 | 15 | 16 | 17 | 18 | 19 | 20 | 21 | 22 | 23 | 24 | 25 | 26 | 27 | 28 | 29 | 30 | 31 | 32 | 33 | 34 | 35 | 36 | 37 | 38 | 39 | 40 | 41 | 42 |
| --------- | -- | -- | -- | -- | -- | -- | -- | -- | -- | -- | -- | -- | -- | -- | -- | -- | -- | -- | -- | -- | -- | -- | -- | -- | -- | -- | -- | -- | -- | -- | -- | -- | -- | -- | -- | -- | -- | -- | -- | -- | -- | -- |
| Luogo     | C  | T  | C  | T  | T  | C  | T  | C  | T  | C  | T  | C  | T  | C  | C  | T  | C  | T  | C  | T  | C  | T  | C  | T  | C  | C  | T  | C  | T  | C  | T  | C  | T  | C  | T  | T  | C  | T  | C  | T  | C  | T  |
| Risultato | P  | P  | P  | N  | N  | V  | N  | N  | P  | P  | V  | V  | P  | N  | V  | N  | P  | N  | N  | P  | V  | V  | N  | P  | V  | N  | N  | V  | N  | V  | P  | P  | P  | V  | P  | N  | N  | P  | N  | N  | P  | P  |
| Posizione | 14 | 17 | 21 | 20 | 20 | 16 | 16 | 17 | 17 | 19 | 18 | 16 | 20 | 17 | 14 | 16 | 18 | 18 | 18 | 19 | 19 | 16 | 17 | 18 | 16 | 17 | 16 | 14 | 15 | 14 | 16 | 18 | 18 | 17 | 17 | 17 | 17 | 18 | 17 | 18 | 19 | 20 |

Fonte:  Serie B 2004/2005, su calcio.com.
Legenda:

Luogo: C = Casa; T = Trasferta. Risultato: V = Vittoria; N = Pareggio; P = Sconfitta.